# Nitkarji
Nítkarji (znanstveno ime Nemertea; ponekod tudi Nemertina, Nemertinea ali Nemertini) so deblo nečlenarjev, ki ga sestavlja okoli 1200 vrst. Delimo jih v dva razreda: Anopla in Enopla. Znanstveno ime Nemertea izhaja iz Nemertes, kot je bilo ime eni od Nereid, morskih nimf iz grške mitologije.
Velika večina nitkarjev je morskih. Navadno so mesojedi, hranijo se večinoma z malimi nečlenarji. Ker se po dolžini telesa nekatere strukture ponavljajo (denimo spolni organi, slepi črevesni izrastki in barvne proge), so se po mnenju nekaterih zoologov prvi členjeni organizmi - kolobarniki - razvili iz nitkarjev.